# Patinatge de velocitat als Jocs Olímpics d'hivern de 1932 - 1.500 metres femenins
Als Jocs Olímpics d'Hivern de 1932 celebrats a la ciutat de Lake Placid (Estats Units d'Amèrica) es realitzà una prova de patinatge de velocitat sobre gel en una distància de 1.500 metres en categoria femenina. Aquesta prova formà part del programa de patinatge de velocitat als Jocs Olímpics d'hivern de 1932 com a esport de demostració.
La prova es disputà el dia 10 de febrer de 1932 a l'Estadi Olímpic de Lake Placid.

## Comitès participants
Hi participaren un total de 10 patinadores de 2 comitès nacionals diferents.
- Canadà (5)
- Estats Units (5)

## Resum de medalles
| Or        | Argent      | Bronze     |
| Kit Klein | Jean Wilson | Helen Bina |

## Resultats

### Primera ronda
Ronda 1
| Posició | Nom                 | Temps  | Qual. |
| ------- | ------------------- | ------ | ----- |
| 1       | Lela Brooks-Potter  | 2:54.0 | Q     |
| 2       | Helen Bina          |        | Q     |
| 3       | Geraldine Mackie    |        | Q     |
| 4       | Elsie Muller-McLave |        |       |
| 5       | Hattie Donaldson    |        |       |

Ronda 2
| Posició | Nom              | Temps  | Qual. |
| ------- | ---------------- | ------ | ----- |
| 1       | Jean Wilson      | 2:54.2 | Q     |
| 2       | Kit Klein        |        | Q     |
| 3       | Dorothy Franey   |        | Q     |
| 4       | Elizabeth Dubois |        |       |
| 5       | Florence Hurd    |        |       |

### Final
| Posició | Nom                | Temps  |
| ------- | ------------------ | ------ |
| 1       | Kit Klein          | 3:00.6 |
| 2       | Jean Wilson        |        |
| 3       | Helen Bina         |        |
| 4       | Geraldine Mackie   |        |
| 5       | Dorothy Franey     |        |
| 6       | Lela Brooks-Potter |        |